# Noemia negrosensis
Noemia negrosensis là một loài bọ cánh cứng trong họ Cerambycidae.